# Книга пещер

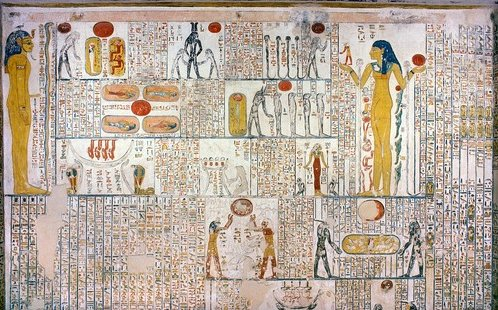
Пятый раздел. Фреска из гробницы Рамсеса V (KV9).

Книга пещер — один из наиболее важных заупокойных текстов Нового царства. Как и многие другие заупокойные тексты, Книга пещер, записанная на стенах внутри гробниц, являлась своего рода справочным материалом для умерших. В книге описывается путешествие Ра через шесть пещер подземного мира. Особое внимание в книге уделяется вознаграждению и наказанию в загробной жизни. Книга пещер является одним из лучших источников информации о том, как устроен ад по мнению древних египтян.
Книга пещер появилась в эпоху Рамессидов. Самая ранняя из известных версий этой книги находится на левой стене храма Осирион в Абидосе. Позже она появляется в гробнице Рамсеса IV в Долине царей. Об этом тексте писал Жан-Франсуа Шампольон в своих письмах из Египта.

## Содержание
Как и два более ранних заупокойных текста, Книга пещер в первую очередь описывает путешествие бога солнца Ра от западного до восточного края света через подземный мир, божественных сущностей, которых он встречает, и их взаимодействие. Особо следует отметить следующие места, которые посещает Ра:
- пещеры «оправданных» умерших, ставших божественными сущностями (1-я и 2-я сцены);
- пещера с телом Осириса и двумя божественными телами самого Ра (3-я сцена);
- выход из подземного мира к солнечному свету (последняя сцена).

В ходе путешествия бог солнца минует пещеры ада, где гибнут враги мирового порядка (то есть противники Ра и Осириса). Также Книга пещер даёт некоторое представление о топографии загробного мира египтян.

## Структура
У этой книги не было названия в древности. Также, в отличие от других погребальных текстов, в ней не было разделения ночного времени на часы. Вместо этого она включает семь масштабных виньеток, содержащих около 80 малых сцен. Она делится на две части с тремя сценами в каждой; финальная сцена идёт отдельно.

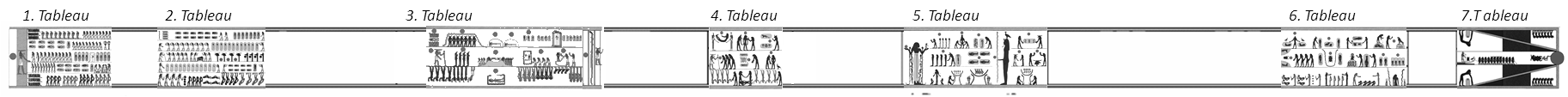
Схема Книги пещер

Книга пещер написана более литературным языком, в отличие от других заупокойных книг Нового царства, например, таких как Амдуат или Книга врат. В ней не так много виньеток, как в других книгах, но она содержит более детальное и продолжительное описание событий.

## История
В настоящее время известно 13 письменных источников с текстом Книги пещер:
| Письменный источник                                | Расположение                            | Состояние                                       | Датировка                   |
| -------------------------------------------------- | --------------------------------------- | ----------------------------------------------- | --------------------------- |
| Осирион (в Абидосе)                                | коридор                                 | полный                                          | конец XIII в. до н. э.      |
| Гробница Рамсеса IV (KV 2)                         | 3-й коридор; пристройка                 | 1-я и 2-я виньетки                              | середина XII в. до н. э.    |
| Гробница Рамсеса VI (KV 9)                         | верхняя часть гробницы                  | почти полный                                    | середина XII в. до н. э.    |
| Гробница Рамсеса VII (KV 1)                        | (1-й) коридор                           | 1-я виньетка                                    | 2-я пол. XII в. до н. э.    |
| Гробница Рамсеса IX (KV 6)                         | 1-й и 2-й коридоры; камера с саркофагом | 1-5 виньетки (частично)                         | конец XII в. до н. э.       |
| Погребальный папирус царицы Неджмет (pBM EA 10490) |                                         | 1, 2, 4 и 7 виньетки (частично)                 | середина XI в. до н. э.     |
| Папирусный амулет Бутехамона (pTurin 1858)         |                                         | одна сцена                                      | середина XI в. до н. э.     |
| Маска мумии (Лувр [точнее неизвестно])             |                                         | одна сцена                                      | вероятно, 1-е тыс. до н. э. |
| Гробница градоначальника Монтуэмхета (TT 34)       |                                         | вероятно, полный (теперь существенно повреждён) | 2-я пол. VII в. до н. э.    |
| Гробница жреца-чтеца Петаменофиса (TT 33)          | камеры и коридор XVII—XIX               | полный                                          | 2-я пол. VII в. до н. э.    |
| Блоки с острова Рода                               |                                         | как минимум 1-я и 2-я виньетки                  | вероятно, 1-е тыс. до н. э. |
| Саркофаг военачальника Петеисе (Berlin No. 29)     | крышка                                  | одна сцена                                      | ок. IV в. до н. э.          |
| Саркофаг Чаихорпата (Cairo CG 29306)               | внешняя поверхность; крышка             | 1, 2, 5 и 6 виньетки (частично)                 | IV в. до н. э.              |

Одна из первых, практически полная версия Книги пещер находится в Осирионе. В этом тексте была повреждена только верхняя запись. Осирион был обнаружен археологами Флиндерсом Питри и Маргарет Мюррей, которые проводили в этом месте раскопки с 1902 по 1903 год. Книга пещер была обнаружена на левой стене главного входа, а на противоположной стене была изображена Книга врат.
Рамсес IV был первым фараоном, который разместил в своей гробнице текст Книги пещер. Первая и последняя практически целая Книга пещер была найдена в гробнице Рамсеса VI, в том числе и недостающая часть из Осириона. Она находится в передней части гробницы напротив Книги врат, что напоминает планировку Осириона. Стены гробницы сплошь покрыты текстом из Книги пещер.

## Переводы
Первый перевод некоторых фраз Книги пещер из гробницы Рамсеса VI был сделан Ипполито Розеллини в 1836 году. Вскоре о ней написал Жан-Франсуа Шампольон, также предложив несколько переводов. Тем не менее учёных не особо интересовала эта книга, пока почти столетие спустя не был обнаружен второй полный текст в Осирионе. В 1933 году Генри Франкфорт впервые опубликовал полный перевод этой книги, сделанный с помощью Адриана де Бака на основе этой версии.